# Rami Malek
Rami Said Malek (arab. ‏رامي سعيد مالك‎; ur. 12 maja 1981 w Torrance) – amerykański aktor pochodzenia egipskiego. Laureat Oscara w kategorii „najlepszy aktor pierwszoplanowy” za postać Freddiego Mercury’ego w filmie Bohemian Rhapsody (2018). Był drugim aktorem arabskiego pochodzenia, który zdobył Oscara dla najlepszego aktora, po F. Murrayu Abrahamie. Był jedną ze stu najbardziej wpływowych osób na świecie w roku 2019 według tygodnika „Time”.
Jego przełomową rolą była postać Elliota Aldersona w telewizyjnym serialu USA Network Mr. Robot, za którą otrzymał nagrodę Emmy w kategorii „wybitny aktor pierwszoplanowy – serial dramatyczny”. Oprócz tego wystąpił w takich produkcjach jak Noc w muzeum (2006), Battleship: Bitwa o Ziemię (2012), Oldboy. Zemsta jest cierpliwa (2013), Need for Speed (2014) i Nie czas umierać (2021).

## Życiorys

### Wczesne lata
Urodził się i dorastał w Torrance w Kalifornii w rodzinie egipskich imigrantów, jako syn Nelly Abdel Malek i Saida Maleka. Ma identycznego, młodszego o cztery minuty brata bliźniaka o imieniu Sami, który jest nauczycielem języka angielskiego, a także starszą siostrę, Yasmine, która jest lekarką.
W 12,5% jest pochodzenia greckiego. Jego rodzice opuścili Kair w 1978, po tym jak jego ojciec, przewodnik, zainteresował się przyjezdnymi turystami z zachodu. Osiedlili się w Sherman Oaks w Kalifornii. Jego ojciec sprzedawał ubezpieczenia, a matka pracowała jako księgowa. Rami wychował się w rodzinie wiary Koptyjskiego Kościoła Ortodoksyjnego, dorastał posługując się dialektem egipskim języka arabskiego w domu do czwartego roku życia. Jego rodzice pokazali swoim dzieciom jak ważne jest docenianie swojego egipskiego pochodzenia. Ojciec Maleka budził syna w środku nocy, by rozmawiał z krewnymi mówiącymi po arabsku, mieszkającymi w rodzinnym mieście – Samalut w Egipcie.
W dzieciństwie nie pasował do rówieśników. Dość długo miał wrażenie, że ze względu na swoje pochodzenie odstaje od innych. W 1999 ukończył Notre Dame High School w Sherman Oaks w Kalifornii, był w tej samej klasie co aktorka Rachel Bilson. Z kolei Kirsten Dunst chodziła do klasy młodszej, a także wspólnie z Ramim uczestniczyła w kółku teatralnym.
Nieśmiałość i poczucie wyobcowania Malek przekuł w swoje pierwsze próby aktorskie. Jako nastolatek wymyślał postacie, dzięki którym mógł szlifować swój sceniczny talent. Rodzice pragnęli jednak, by ich syn został prawnikiem, więc Rami dołączył do kółka dyskusyjnego. Mimo problemów z formułowaniem argumentów, jego nauczyciel zauważył u młodego Maleka talent do dramatycznej interpretacji, dlatego też w zamian zaproponował mu rolę w monodramie Zooman and The Sign w konkursie aktorskim. W 2003 ukończył studia na wydziale teatralnym University of Evansville w Evansville w stanie Indiana.

### Początki kariery

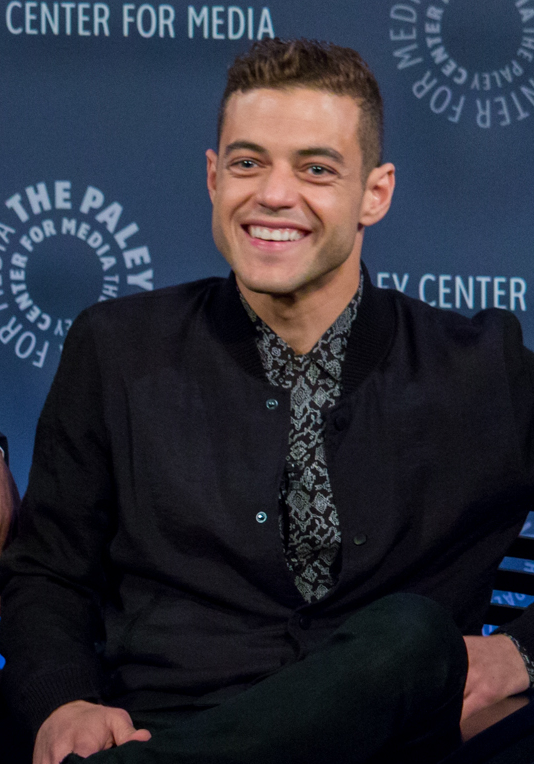
Rami Malek (2015)

Po studiach, obciążony kredytem studenckim, Rami przeniósł się najpierw do Nowego Jorku, a później do Hollywood, wprowadził się do rodziców i dorabiał jako dostawca pizzy. Do każdej dostarczanej pizzy dołączał swoje zdjęcie, dzięki czemu w 2004 roku jego fotografia trafiła do dyrektor castingu do sitcomu Kochane kłopoty, która zaoferowała mu jego pierwszą telewizyjną rolę.
Za kulisami gali nagród SAG wspominał: Dyrektorka castingu w „Kochanych kłopotach” zapytała, czy może rozmawiać z moim agentem. Kiedy odpowiedziałem, że rozmawia ze mną, dopytała, czy mam agenta. – Nie, ale pracuje nad tym – odparłem. Na co ona oczywiście zareagowała śmiechem i powiedziała, że szuka kogoś do odegrania 3-zdaniowej sceny w „Kochanych kłopotach”. 10 minut później byłem już w studiu Warner Bros. na castingu. W końcu po kilku latach rozwożenia pizzy, opłaciło się dołączanie do pudełka zdjęcia z numerem telefonu”.
W 2004 zaczął karierę teatralną debiutując w spektaklu Johnny Boy w Falcon Theater w Los Angeles. Wiosną 2007 wystąpił jako Jamie w przedstawieniu The Credeaux Caanvas w Theater Elephant w Los Angeles.
Użyczył swojego głosu w grze Halo 2 (2004). Wystąpił w dwóch odcinkach serialu FX Odległy front (Over There, 2005) w roli Hassana i jednym z odcinków serialu NBC Medium – pt. „Time Out of Mind” (2005).

### Rozwój kariery
W latach 2005–2007 występował w roli Nazeeha „Kenny’ego” Al-Bahira w sitcomie nadawanym przez stację FOX Domowy front (The War at Home). Po raz pierwszy trafił na kinowy ekran w roli faraona Akhmenraha w komedii fantasy Noc w muzeum (Night at the Museum, 2006) i sequelu Noc w muzeum 2 (Night at the Museum 2, 2009) u boku Bena Stillera.
Jego egzotyczna uroda, smukła twarz, wyłupiaste oczy, nieco zagubione spojrzenie, z ostro zarysowaną żuchwą i głosem, uwarunkowała go na początku kariery na role charakterystyczne, choćby jako doradca Nate w niezależnym dramacie Short Term 12. (2009) z Brie Larson, Kaitlyn Dever i Johnem Gallagherem Jr. czy postać terrorysty samobójczego w Marcosa Ala-Zacara w ósmym sezonie serialu Fox 24 godziny (2010) z Kieferem Sutherlandem w roli głównej. Zmęczony tymi propozycjami polecił swojemu agentowi odrzucać wszystkie role, które pokazywały Arabów w „złym świetle”. Przez pewien czas czułem się tym urażony, ale później zdałem sobie sprawę, że powinienem być dumny z tego, że potrafię tak przekonująco wcielać się w neurotyków i outsiderów. – mówił w programie Close Up With „The Hollywood Reporter”.
W 2010 został zaangażowany do roli zarozumiałego i psychotycznego kaprala Merriella „Snafu” Sheltona w nagradzanym miniserialu HBO Pacyfik, którego producentami byli Steven Spielberg, Tom Hanks i Gary Goetzman. W Pacyfiku stworzył jedną z bardziej wyrazistych postaci: nieobliczalnego, neurotycznego, ogarniętego obłędem antybohatera, który pomimo pustki, jaka pozostała w nim po doświadczeniu brutalności wojny, wciąż stara się być sumieniem swoich towarzyszy broni; podświadomie próbuje zachować w nich resztki niewinności, choć sam już dawno się jej wyzbył. Później zdecydował się opuścić Hollywood i przeniósł się do Argentyny. Z wyprawy szybko jednak wrócił. Otrzymał bowiem list od Toma Hanksa, który obsadził go w małej roli w komedii romantycznej Larry Crowne. Uśmiech losu (Larry Crowne, 2011). Następnie grał drugoplanowe role w fantastycznonaukowym filmie wojennym Petera Berga Battleship: Bitwa o Ziemię (2012), melodramacie fantasy Billa Condona Saga „Zmierzch”: Przed świtem – część 2 (2012), dramacie Przechowalnia numer 12 (Short Term 12, 2013) z Brie Larson i dreszczowcu Spike’a Lee Oldboy. Zemsta jest cierpliwa (2013). Wkrótce pojawił się jako Joshua „Josh” Washington, jeden z głównych bohaterów w grze Until Dawn (2015).
„Bywały czasy, w których próbowałem zrozumieć, dlaczego nie udaje mi się zdobyć ról, które były osiągalne dla innych. Zastanawiałem się, czy jestem zbyt etniczny, a może przeciwnie, za mało? Jeszcze kilka lat temu nie pomyślałbym, że ktoś taki jak ja może zdobyć główną męską rolę” – mówił w 2015 w rozmowie z „Time”.
W dramacie Paula Thomasa Andersona Mistrz (The Master, 2012), gdzie partnerował Joaquinowi Phoenixowi i Philipowi Seymourowi Hoffmanowi, dostrzegł go Sam Esmail, scenarzysta i producent, również egipskiego pochodzenia. Był tak oczarowany Malekiem, że w 2015 powierzył mu główną rolę Elliota Aldersona, niestabilnego emocjonalnie ponurego eksperta ds. cyberbezpieczeństwa, który cierpi zarówno na fobię społeczną, jak i depresję kliniczną, w cieszącym się uznaniem krytyków serialu Mr. Robot. W rozmowie z „New York Times” twórca serialu Sam Esmail wspomina, że miał tak ogromne problemy z obsadzeniem głównej roli, że omal nie przepisał całego scenariusza. Po przesłuchaniu ponad stu kandydatów Esmail był załamany. Elliot wydawał się antypatyczną, wycofaną postacią, która nie ma szans wzbudzić sympatii widzów. Kiedy zobaczył występ Maleka, któremu udało się zawrzeć w swojej interpretacji ogromną wrażliwość i cierpienie hakera, od razu wiedział, że znalazł odtwórcę tej roli. Elliot Alderson to jedna z najbardziej skomplikowanych i niejednoznacznych postaci, jakie kiedykolwiek powstały na szklanym ekranie. Mr. Robot stał się popularny i zdobył szereg nagród, w tym Złoty Glob za najlepszy serial dramatyczny, a rola ogarniętego fobiami społecznymi programisty w firmie odpowiedzialnej za cyberbezpieczeństwo wielkich korporacji, wikłającego się w hakerskie spiski, przyniosła mu popularność i szereg nagród. Za swoją kreację Malek był dwukrotnie nominowany do Złotego Globu, nagrody Dorian i Satellite Award, a także w 2016 otrzymał nagrodę Emmy dla najlepszego aktora pierwszoplanowego w serialu dramatycznym (po raz pierwszy od 18 lat nagroda w tej kategorii nie przypadła białemu aktorowi), Nagrodę Gildii Aktorów Ekranowych i Critics Choice w kategorii „Najlepszy Aktor w serialu dramatycznym”.
W dramacie biograficznym Papillon. Motylek (Papillon, 2017), opartym na autentycznych wydarzeniach zawartych w autobiograficznej książce Henriego Charrière’a, zagrał Louisa Dego, przyjaciela współwięźnia (Charlie Hunnam) „zielonego piekła” kolonii karnej na Wyspie Diabelskiej w Gujanie Francuskiej. Choć był jednym z 3 tys. aktorów, którzy wzięli udział w przesłuchaniu do roli młodego Hana Solo w filmie Han Solo: Gwiezdne wojny – historie, dramat surrealistyczny Buster’s Mal Heart (2016) był pierwszym filmem, w którym Malek zagrał główną rolę jako Jonás „Jonah” Cueyatl, hotelowy konsjerż zamieniający się w człowieka gór, który zyskał przydomek Buster. Premiera odbyła się we wrześniu 2016 na Międzynarodowym Festiwalu Filmowym w Toronto, a film miał pozytywne recenzje.
W 2018 premierę miał biograficzny film Bohemian Rhapsody, opowiadający historię brytyjskiego zespołu rockowego Queen, w którym Malek wcielił się w postać frontmana tej grupy, Freddiego Mercury’ego. Początkowo głównym kandydatem do zagrania tej roli był Sacha Baron Cohen, który odrzucił propozycję ze względu na różnice artystyczne. Aby właściwie przygotować się do roli, Malek przeniósł się do Londynu, gdzie pobierał lekcje śpiewu, uczył się grać na fortepianie, szczegółowo analizował ruchy i sposób mówienia Freddiego Mercury’ego. Pomimo mieszanych recenzji krytyków, film zarobił na całym świecie ponad 900 mln dolarów. I choć krytycy i widzowie mieli wiele zastrzeżeń do filmu, to o odtwórcy głównej roli wypowiadali się w większości pozytywnie. Oceniali, że udało się Malekowi oddać sceniczną charyzmę Mercury’ego oraz jego ekstrawagancki styl bycia. Wziąwszy na siebie to onieśmielające wyzwanie, świetnie sobie radzi – pisał „The Hollywood Reporter”. Aktora chwalił również portal „Variety”, zwracając uwagę, że gdyby nie Malek, film byłby porażką: Rami Malek doskonale pokazuje krzykliwą charyzmę boga rocka, Freddiego Mercury’ego. W lutym 2019, podczas 91. gali wręczenia Oscarów, aktor nagrodzony został Oscarem w kategorii „najlepszy aktor pierwszoplanowy”. Za tę kreację Malek został także uhonorowany m.in. Złotym Globem w kategorii „najlepszy aktor w filmie dramatycznym” oraz Nagrodą Gildii Aktorów Ekranowych w kategorii „wybitny występ aktora w roli pierwszoplanowej”.
W 2021 wystąpił w dwudziestym piątym filmie o Jamesie Bondzie pt. Nie czas umierać (No Time to Die) w roli Lyutsifera Safina, tajemniczego złoczyńcy dysponującego groźną nową technologią, głównego antagonisty, przeciwnika agenta 007, w rolę którego po raz ostatni wcielił się Daniel Craig. Zanim Rami Malek przyjął rolę postawił pewne warunki. Jestem Egipcjaninem. Dorastałem słuchając egipskiej muzyki Umm Kulsum. Kochałem Omara Sharifa. Czuję się tak związany z kulturą i ludźmi – powiedział w wywiadzie dla brytyjskiego „The Mirror”. Dlatego też Malek naciskał, by w filmie nie był terrorystą mówiącym po arabsku, by jego działaniami „nie kierowała religia”. Światowa premiera tej produkcji planowana była na 3 kwietnia 2020, jednakże była ona wielokrotnie przesuwana ze względu na pandemię COVID-19; ostatecznie odbyła się 28 września 2021. W filmie krótkometrażowym The Ben Cobb Show (2019) zagrał egocentrycznego i maniakalnego reżysera Harry’ego Bardo.
Był na okładkach „Attitude” (w październiku 2008), „The Hollywood Reporter” (w marcu 2016), „Entertainment Weekly” (w czerwcu 2016 z Christianem Slaterem i w lutym 2020 z Danielem Craigiem), „TV Guide” (w lipcu 2016) z Christianem Slaterem, „The Advocate” (w grudniu 2018), „Vanity Fair” (edycji włoskiej w lutym 2019), „Esquire” (edycja rosyjska w marcu 2019), japońskim „Screen” (w maju 2019), „GQ” (we wrześniu 2019) i „Vogue Man” (edycja arabska jesień/zima 2022). W styczniu 2020 był twarzą wiosennej i letniej kampanii Saint Laurent w zaprojektowanych przez Anthony’ego Vacarello cekinowych spodniach, jedwabnym żakiecie, glam-rockowej kurtce z charakterystycznymi zdobieniami, obsypanej brokacie, i dopasowanych jeansach. W czerwcu 2020 został ambasadorem modeli zegarków z serii Pasha de Cartier z Willow Smith, Jacksonem Wangiem, Troyem Sivanem i Maisie Williams, a w czerwcu 2022 wziął udział w kampanii reklamowej Prada Men’s Fall. W reklamie zegarków Cartier (2023) w reż. Guya Ritchiego zagrał człowieka, który w Paryżu próbuje uchwycić Catherine Deneuve na przestrzeni lat. W styczniu 2023 ogłoszono, że Malek w serialu przygotowywanym przez Warner Bros. Television zagra Bustera Keatona.
Od 21 stycznia do 29 marca 2025 na londyńskiej scenie The Old Vic grał Edypa w widowisku Król Edyp autorstwa Sofoklesa.

## Życie prywatne
W latach 2017–2023 był związany z Lucy Boynton.

## Filmografia
Filmy
| Rok  | Tytuł                                                                               | Rola                           | Reżyser                        |
| ---- | ----------------------------------------------------------------------------------- | ------------------------------ | ------------------------------ |
| 2006 | Noc w muzeum (Night at the Museum)                                                  | faraon Akhmenrah               | Shawn Levy                     |
| 2009 | Noc w muzeum 2 (Night at the Museum 2)                                              | faraon Akhmenrah               | Shawn Levy                     |
| 2011 | Larry Crowne. Uśmiech losu (Larry Crowne)                                           | Steve Dibiasi                  | Tom Hanks                      |
| 2012 | Battleship: Bitwa o Ziemię (Battleship)                                             | porucznik Hill                 | Peter Berg                     |
| 2012 | Saga „Zmierzch”: Przed świtem – część 2 (The Twilight Saga: Breaking Dawn – part 2) | Benjamin                       | Bill Condon                    |
| 2012 | Mistrz (The Master)                                                                 | Clark Massey                   | Paul Thomas Anderson           |
| 2013 | Wydarzyło się w Teksasie (Ain’t Them Bodies Saints)                                 | Will                           | David Lowery                   |
| 2013 | Przechowalnia numer 12 (Short Term 12)                                              | Nate                           | Destin Daniel Cretton          |
| 2013 | Oldboy. Zemsta jest cierpliwa (Oldboy)                                              | Matt Browning                  | Spike Lee                      |
| 2014 | Need for Speed                                                                      | Finn                           | Scott Waugh                    |
| 2014 | Noc w muzeum: Tajemnica grobowca (Night at the Museum: Secret of the Tomb)          | faraon Akhmenrah               | Shawn Levy                     |
| 2014 | Da Sweet Blood of Jesus                                                             | Seneschal Higginbottom         | Spike Lee                      |
| 2016 | Project X (film krótkometrażowy)                                                    | narrator (głos)                | Henrik Moltke i Laura Poitras  |
| 2016 | Buster’s Mal Heart                                                                  | Jonás „Jonah” Cueyatl / Buster | Sarah Adina Smith              |
| 2017 | Papillon. Motylek                                                                   | Louis Dega                     | Michael Noer                   |
| 2018 | Bohemian Rhapsody                                                                   | Freddie Mercury                | Bryan Singer                   |
| 2019 | The Ben Cobb Show (film krótkometrażowy)                                            | Harry Bardo                    | Katie Grand                    |
| 2019 | The Show Must Go On: The Queen + Adam Lambert Story                                 | w roli samego siebie           | Christopher Bird, Simon Lupton |
| 2020 | Doktor Dolittle (Dolittle)                                                          | Chee-Chee (głos)               | Stephen Gaghan                 |
| 2021 | Małe rzeczy (The Little Things)                                                     | detektyw Jim Baxter            | John Lee Hancock               |
| 2021 | Nie czas umierać (No Time to Die)                                                   | Lyutsifer Safin                | Cary Joji Fukunaga             |
| 2022 | Amsterdam                                                                           | Tom Voze                       | David O. Russell               |
| 2023 | Oppenheimer                                                                         | David Hill                     | Christopher Nolan              |

Seriale
| Rok       | Tytuł                               | Rola                             | Uwagi                                 |
| --------- | ----------------------------------- | -------------------------------- | ------------------------------------- |
| 2004      | Kochane kłopoty (Gilmore Girls)     | Andy                             | odc.: „In the Clamor and the Clangor” |
| 2005      | Odległy front (Over There)          | Hassan                           | 2 odcinki                             |
| 2005      | Medium                              | Timothy Kercher                  | odc.: „Time Out of Mind”              |
| 2005–2007 | Domowy front (The War at Home)      | Kenny Al-Bahir                   | 21 odcinków                           |
| 2010      | 24 godziny (24)                     | Marcos Al-Zacar                  | 3 odcinki                             |
| 2010      | Pacyfik (The Pacific)               | Merriell „Snafu” Shelton         | 6 odcinków                            |
| 2012      | Alcatraz                            | Webb Porter                      | odc.: „Webb Porter”                   |
| 2012      | Legenda Korry (The Legend of Korra) | Tahno (głos)                     | 3 odcinki                             |
| 2014      | Wybrana (Believe)                   | dr Adam Terry                    | odc.: „Pilot”                         |
| 2015      | Jimmy Kimmel Live!                  | w roli samego siebie             |                                       |
| 2015–2019 | Mr. Robot                           | Elliot Alderson                  | główna rola                           |
| 2017–2018 | BoJack Horseman                     | Flip McVicker (głos)             | 10 odcinków                           |
| 2019–2021 | Blackout                            | DJ Simon Itani                   | 21 odcinków                           |
| 2021      | Saturday Night Live                 | w roli samego siebie (gospodarz) | odc.: „Rami Malek/Young Thug”         |

## Gry komputerowe
- 2004: Halo 2 – głosy
- 2014: Legenda Korry (The Legend of Korra) – Tahno
- 2015: Until Dawn – Joshua „Josh” Washington

## Nagrody
| Rok  | Nagroda                                       | Kategoria                                          | Film                     |
| ---- | --------------------------------------------- | -------------------------------------------------- | ------------------------ |
| 2016 | Nagroda Emmy                                  | Wybitny aktor pierwszoplanowy – serial dramatyczny | Mr. Robot (2015)         |
| 2016 | Nagroda Stowarzyszenia Krytyków Telewizyjnych | Najlepszy aktor w serialu dramatycznym             | Mr. Robot (2015)         |
| 2019 | Złoty Glob                                    | Najlepszy aktor w filmie dramatycznym              | Bohemian Rhapsody (2018) |
| 2019 | Nagroda Akademii Filmowej                     | Najlepszy aktor pierwszoplanowy                    | Bohemian Rhapsody (2018) |
| 2019 | Nagroda BAFTA                                 | Najlepszy aktor pierwszoplanowy                    | Bohemian Rhapsody (2018) |
| 2019 | Nagroda Gildii Aktorów Ekranowych             | Wybitny występ aktora w roli pierwszoplanowej      | Bohemian Rhapsody (2018) |
| 2019 | Nagroda Satelita                              | Najlepszy aktor w filmie dramatycznym              | Bohemian Rhapsody (2018) |